# Agrypon albiditarsum
Agrypon albiditarsum là một loài tò vò trong họ Ichneumonidae.